# Barbados nos Jogos Pan-Americanos de 2023
Barbados competiu nos Jogos Pan-Americanos de 2023 em Santiago, no Chile, de 20 de outubro a 5 de novembro de 2023. Foi a 16.ª aparição do país nos Jogos Pan-Americanos, tendo participado de todas as edições desde sua estreia em 1963. 

## Competidores
Abaixo está a lista do número de competidores (por gênero) participando dos jogos por esporte/disciplina.
| Esporte              | Masculino | Feminino | Total |
| -------------------- | --------- | -------- | ----- |
| Ciclismo             | 0         | 1        | 1     |
| Ginástica            | 0         | 1        | 1     |
| Levantamento de peso | 0         | 1        | 1     |
| Squash               | 0         | 3        | 3     |
| Surfe                | 0         | 1        | 1     |
| Tênis de mesa        | 1         | 0        | 1     |
| Tiro esportivo       | 3         | 1        | 4     |
| Total                | 4         | 8        | 12    |

## Ciclismo
Barbados qualificou uma ciclista feminina.

### Pista
Omnium
| Atleta | Evento   | Scratch race | Scratch race | Corrida por tempo | Corrida por tempo | Corrida de eliminação | Corrida de eliminação | Corrida por pontos | Corrida por pontos | Total  | Total   |
| Atleta | Evento   | Pontos       | Posição      | Pontos            | Posição           | Pontos                | Posição               | Pontos             | Posição            | Pontos | Posição |
| ------ | -------- | ------------ | ------------ | ----------------- | ----------------- | --------------------- | --------------------- | ------------------ | ------------------ | ------ | ------- |
|        | Feminino |              |              |                   |                   |                       |                       |                    |                    |        |         |

## Ginástica

### Artística
Barbados qualificou uma ginasta feminina através do Campeonato Pan-Americano de 2023.
Feminino
| Atleta | Evento           | Qualificação | Qualificação | Qualificação | Qualificação | Total | Posição |
| Atleta | Evento           | Sa           | BA           | TE           | S            | Total | Posição |
| ------ | ---------------- | ------------ | ------------ | ------------ | ------------ | ----- | ------- |
|        | Individual geral |              |              |              |              |       |         |

Legenda de classificação: Q = Qualificada para a final por aparelhos

## Levantamento de peso
Barbados qualificou uma halterofilista feminina.
| Atleta | Evento | Arranco   | Arranco | Arremesso | Arremesso | Total | Posição |
| Atleta | Evento | Resultado | Posição | Resultado | Posição   | Total | Posição |
| ------ | ------ | --------- | ------- | --------- | --------- | ----- | ------- |
|        |        |           |         |           |           |       |         |

## Squash
Barbados qualificou uma equipe feminina de 3 atletas através dos Campeonato Pan-Americano de Squash de 2023.
Feminino
| Atleta | Evento     | Fase de grupos       | Fase de grupos       | Fase de grupos | 16-avos-de-final     | Oitavas-de-final     | Quartas-de-final     | Semifinal / Cl.      | Final / MB / Po.     | Final / MB / Po. |
| Atleta | Evento     | Adversário Resultado | Adversário Resultado | Posição        | Adversário Resultado | Adversário Resultado | Adversário Resultado | Adversário Resultado | Adversário Resultado | Posição          |
| ------ | ---------- | -------------------- | -------------------- | -------------- | -------------------- | -------------------- | -------------------- | -------------------- | -------------------- | ---------------- |
|        | Individual | —                    | —                    | —              |                      |                      |                      |                      |                      |                  |
|        | Individual | —                    | —                    | —              |                      |                      |                      |                      |                      |                  |
|        | Duplas     | —                    | —                    | —              | —                    |                      |                      |                      |                      |                  |
|        | Equipes    |                      |                      |                | —                    |                      |                      |                      |                      |                  |

## Surfe
Barbados qualificou uma surfista. 
Artístico
| Atleta | Evento              | Rodada 1             | Rodada 2             | Rodada 3             | Rodada 4             | Repescagem 1         | Repescagem 2         | Repescagem 3         | Repescagem 4         | Repescagem 5         | Final / MB           | Final / MB |
| Atleta | Evento              | Adversário Resultado | Adversário Resultado | Adversário Resultado | Adversário Resultado | Adversário Resultado | Adversário Resultado | Adversário Resultado | Adversário Resultado | Adversário Resultado | Adversário Resultado | Posição    |
| ------ | ------------------- | -------------------- | -------------------- | -------------------- | -------------------- | -------------------- | -------------------- | -------------------- | -------------------- | -------------------- | -------------------- | ---------- |
|        | Shortboard feminino |                      |                      |                      |                      |                      |                      |                      |                      |                      |                      |            |

## Tênis de mesa
Barbados qualificou um mesatenista masculino no Evento de Qualificação Especial em Lima, Peru.
Masculino
| Atleta | Evento     | Fase de grupos       | Fase de grupos       | Fase de grupos       | Fase de grupos | Primeira rodada      | Segunda rodada       | Quartas-de-final     | Semifinal            | Final / MB           | Final / MB |
| Atleta | Evento     | Adversário Resultado | Adversário Resultado | Adversário Resultado | Posição        | Adversário Resultado | Adversário Resultado | Adversário Resultado | Adversário Resultado | Adversário Resultado | Posição    |
| ------ | ---------- | -------------------- | -------------------- | -------------------- | -------------- | -------------------- | -------------------- | -------------------- | -------------------- | -------------------- | ---------- |
|        | Individual | —                    | —                    | —                    | —              |                      |                      |                      |                      |                      |            |

## Tiro esportivo
Barbados qualificou um total de quatro atiradores durante o Campeonato de Tiro das Américas de 2022.
Espingarda
| Atleta | Evento                   | Classificação | Classificação | Semifinal | Semifinal | Final / MB           | Final / MB |
| Atleta | Evento                   | Pontos        | Posição       | Pontos    | Posição   | Adversário Resultado | Posição    |
| ------ | ------------------------ | ------------- | ------------- | --------- | --------- | -------------------- | ---------- |
|        | Fossa olímpica masculino |               |               |           |           |                      |            |
|        |                          |               |               |           |           |                      |            |
|        | Skeet masculino          |               |               |           |           |                      |            |
|        | Skeet feminino           |               |               |           |           |                      |            |